# جون هربرت (كاتب)
جون هربرت هو كاتب كندي، ولد في 13 أكتوبر 1926، وتوفي في 22 يونيو 2001 في تورونتو في كندا.

## وصلات خارجية
- جون هربرت على موقع IMDb (الإنجليزية)